# 497
Раннє Середньовіччя. У Східній Римській імперії триває правління Анастасія I. На Апеннінському півострові володіння Теодоріха Великого набули офіційного статусу віцекоролівства Римської імперії. У Європі існують численні германські держави, зокрема Іберію та південь Галлії займає Вестготське королівство, Північну Африку захопили вандали, утворивши Африканське королівство, у Тисо-Дунайській низовині утворилося Королівство гепідів. На півночі Галлії панують салічні франки, у Західній Галлії встановилося Бургундське королівство.
У Південному Китаї править династія Південна Ці, на півночі — Північна Вей. В Індії правління імперії Гуптів. У Японії триває період Ямато. У Персії править династія Сассанідів.
На території лісостепової України Черняхівська культура. Історики VI століття згадують плем'я антів, що мешкало на території сучасної України приблизно з IV сторіччя. У Північному Причорномор'ї центр володінь гунів, що підкорили собі інші кочові племена, зокрема сарматів, булгар та аланів.

## Події
- Візантійський імператор Анастасій I формально визнав Теодоріха Великого своїм представником в Італії й надав йому статусу віцекороля. Теодоріх з повагою ставився до угоди з Візантією й дозволив римським громадянам жити за римськими законами.
- Завершилася ісаврійська війна, що розпочалася як повстання ісаврів проти Анастасія I 6 років тому. Ватажків повсталих стратили.
- Хлодвіг І, король салічних франків, підкорив алеманів.

## Народились
- Хлотар I, король франків.